# Растислалићи
Растислалићи су били српска племићка породица која је држала поседе Браничевског округа у средњовековној Србији током 14. века. Седиште им је било у Браничеву и Кучеву.
Током владавине Стефана Уроша IV Душана (1331—1355), Бранко Растислалић († 1352) преузео је контролу над Браничевским округом. Био је у сукобу са породицом Косача. Војвода Вук Косача га је убио током лова. Бранкови рођаци су касније осветили његову смрт 1359. године убивши Вука, иако су се породице формално измириле. Сукоб између ове две породице се након тога наставио и касније. Током рата краља Стефана Уроша V са узурпатором Симеоном, Растислалићи су прешли на другу страну Дунава, где је власт држао угарски Бан Горјански Никола. Угарски бан је дао помоћ Растислалићима за одбрану од непријатеља у Браничеву, а они су заузврат постали вазали угарског краља.
Породица Растислалића нестала је у сукобима између кнеза Лазара и жупана Николе Алтомановића. Након пропасти моћног жупана Николе, Растислалићи су се нашли на удару Кнеза Лазара, који их је, по сведочењу Мавра Орбина, потчинио својој власти.
Радич Бранковић је био последњи феудални господар из породице Растислалића. Њега је кнез Лазар протерао 1379. године.

## Историја
Савремени извори од времена владавине краља Драгутина северне области српске државе називају земљом краља Стефана, а њега сремским краљем. Породица Растислалића везује се за област краља Стефана. Њихову област треба тражити на простору између Рудника, Ужица и Дрине. Помени ове породице су ретки и позни. Растислалићи се први пут помињу у повељи цара Душана Которанима из 1351. године која је сачувана у препису. Међу сведоцима се, поред кесара Гргура, Алтомана, Војислава, кнеза Вратка, челника Обрада, војводе Марка, помињу и Растислалићи, браћа Радован и Бранко.
Једини аутентични податак о Растислалићима забележен је у дубровачком документу о спору око царине Растислалића од 26. фебруара 1361. године. Закупци царина жале се да им је царину одузео Џиво Јунија Ђорђић. Царине Балшића налазиле су се на подручју Подриња, око Сребренице и Црнче. У историјској литератури се, међутим, Растислалићи везују за област Браничева, за шта постоје директни докази. Према Мавру Орбину, због сукоба у лову између Вуковића и Растислалића убијен је Бранко Растислалић. Вук, који га је убио, склања се у Угарску, али се касније измирио са рођацима убијеног и вратио се на српски двор. Добио је од цара Уроша многе поседе, укључујући и Рудине. Убио га је, међутим, један од Растислалића 1359. године. Из овога се може закључити да је Бранко Растислалић умро за живота цара Душана, а после 1351. године, када се појављује као сведок у повељи Котору. Вуковићи су имали поседе око Рогатице што приближава поседе Растислалића Дрини.
Мавро Орбин је оставио следећи податак: "кнез Лазар заузео је земљу краља Стефана, све до Дунава, покоривши Растислалиће и другу властелу која је држала речене покрајине". Овај податак повезује се са каснијим поменом Радича Бранковића у српским летописима. Радича је Лазар "расуо" у Браничеву. То је навело истраживаче да Растислалиће сматрају господарима Браничева. Међутим, Радич би се и у летописима наводио као Растислалић да је припадао тој породици. Његов отац је вероватно био слуга Бранко чији је новац пронађен у ђердапској остави и у остави из Олтеније. Овај новац припада из периода позног царства. Дакле, овај Бранко не може се изједначити са Бранком Растислалићем из периода владавине Душана. Очигледно је реч о неком локалном властелину из Браничева чији је син Радич у време кнеза Лазара имао поседе у Браничеву.
Занимљиво је и име породице Растислалића. Српском народу није било познато лично име Растислав све до 19. века. Корелатив имену Растислав у руском језику је Ростислав. Један Ростислав у другој половини 13. века као представник угарске власти. Имамо и Ростислава Михаиловића, зета угарског краља Беле IV, који је као први мачвански бан владао од 1254. до 1262. године. Наследила га је удовица Ана којој је папа Урбан IV потврдио посед 1264. године. Када је српски краљ Урош напао Мачву 1267/8. године, на власти се налазио Бела Ростиславић, син Ростислава и Ане. Умро је 1272. године. Седам година касније мачвански бан био је Егидиј, а од 1280. до 1284. године Угрин. Синови Беле, као и његовог брата Михаила, изгледа да су остали у истим крајевима и након 1284. године када је Мачва припала краљу Драгутину који ју је добио од таште Јелисавете. Област Мачве је била под српском влашћу, али и под одређеним вазалитетом Угарске. Изгледа да су Ростиславови потомци били вазали и српског и угарског краља. Успон ове породице у српској држави постепено је растао јер се средином 14. века Брајко, Бранко и Раосав јављају међу првим саветницима Душана. Њихова имена показују да је дошло до потпуног посрбљавања ове угарскоруске породичне лозе. Поседи Растислалића на северу граничили су се са бановином Николе Горјанског Старијег, а на југоистоку са поседима Николе Алтомановића.
После расапа Николе Алтомановића, Растислалићи су се нашли на удару кнеза Лазара. По Мавру Орбину, Лазар их је потчинио својој власти.

## Чланови
- Бранко Растислалић, господар Подунавља (у. 1352)
- Радич Бранковић, господар Браничева до 1379. године, угарски вазал
- Брајко, племић
- Раосав, племић